# Nordamerikanska mästerskapet i volleyboll för damer 1999
Nordamerikanska mästerskapet 1999 i volleyboll för damer utspelade sig mellan 21 och 26 september 1999 i Monterrey, Mexiko. Det var den sextonde upplagan av tävlingen och åtta landslag från NORCECA:s medlemsförbund deltog.Kuba vann tävlingen för tolfte gången genom att besegra USA i finalen.

## Deltagande lag
| Lag                     | Deltog senast    |
| ----------------------- | ---------------- |
| Barbados                | Debut            |
| Kanada                  | Puerto Rico 1997 |
| Costa Rica              | Puerto Rico 1997 |
| Kuba                    | Puerto Rico 1997 |
| Mexiko                  | Puerto Rico 1997 |
| Puerto Rico             | Puerto Rico 1997 |
| Dominikanska republiken | Puerto Rico 1997 |
| USA                     | Puerto Rico 1997 |

## Grupper
| Grupp A                               | Grupp B                                              |
| ------------------------------------- | ---------------------------------------------------- |
| Costa Rica · Kuba · Puerto Rico · USA | Barbados · Kanada · Dominikanska republiken · Mexiko |

## Första rundan

### Grupp A

#### Resultat
| Datum    | Mellan                   | Resultat | Set   | Set   | Set   | Set   | Set | Poäng totalt | Speltid | Åskådare |
| Datum    | Mellan                   | Resultat | 1     | 2     | 3     | 4     | 5   | Poäng totalt | Speltid | Åskådare |
| -------- | ------------------------ | -------- | ----- | ----- | ----- | ----- | --- | ------------ | ------- | -------- |
| 21-09-99 | Kuba - Costa Rica        | 3 - 0    | 25:10 | 25:16 | 25:19 |       |     | 75 - 45      | -       | -        |
| 21-09-99 | USA - Puerto Rico        | 3 - 0    | 25:10 | 25:17 | 25:15 |       |     | 75 - 42      | -       | -        |
| 22-09-99 | USA - Costa Rica         | 3 - 0    | 25:11 | 25:10 | 25:11 |       |     | 75 - 32      | -       | -        |
| 22-09-99 | Kuba - Puerto Rico       | 3 - 0    | 25:9  | 25:17 | 25:22 |       |     | 75 - 48      | -       | -        |
| 23-09-99 | Kuba - USA               | 3 - 0    | 25:21 | 25:17 | 25:21 |       |     | 75 - 59      | -       | -        |
| 23-09-99 | Puerto Rico - Costa Rica | 3 - 1    | 22:25 | 25:19 | 25:14 | 25:13 |     | 97 - 71      | -       | -        |

#### Sluttabell
| Pos | Landslag    | Poäng | Matcher | Matcher | Matcher   | Set   | Set       | Kvot  | Poäng | Poäng     | Kvot  |
| Pos | Landslag    | Poäng | Spelade | Vunna   | Förlorade | Vunna | Förlorade | Kvot  | Vunna | Förlorade | Kvot  |
| --- | ----------- | ----- | ------- | ------- | --------- | ----- | --------- | ----- | ----- | --------- | ----- |
| 1   | Kuba        | 6     | 3       | 3       | 0         | 9     | 0         | MAX   | 225   | 152       | 1.480 |
| 2   | USA         | 5     | 3       | 2       | 1         | 6     | 3         | 2.000 | 209   | 149       | 1.402 |
| 3   | Puerto Rico | 4     | 3       | 1       | 2         | 3     | 7         | 0.428 | 187   | 221       | 0.846 |
| 4   | Costa Rica  | 3     | 3       | 0       | 3         | 1     | 9         | 0.111 | 148   | 247       | 0.599 |

      Kvalificerade för semifinal.
      Kvalificerade för kvartsfinal.

### Grupp B

#### Resultat
| Datum    | Mellan                             | Resultat | Set   | Set   | Set   | Set   | Set | Poäng totalt | Speltid | Åskådare |
| Datum    | Mellan                             | Resultat | 1     | 2     | 3     | 4     | 5   | Poäng totalt | Speltid | Åskådare |
| -------- | ---------------------------------- | -------- | ----- | ----- | ----- | ----- | --- | ------------ | ------- | -------- |
| 21-09-99 | Dominikanska republiken - Kanada   | 3 - 1    | 20:25 | 25:19 | 25:21 | 25:22 |     | 95 - 87      | -       | -        |
| 21-09-99 | Mexiko - Barbados                  | 3 - 0    | 25:17 | 25:14 | 25:20 |       |     | 75 - 51      | -       | -        |
| 22-09-99 | Dominikanska republiken - Barbados | 3 - 0    | 25:10 | 25:22 | 25:20 |       |     | 75 - 52      | -       | -        |
| 22-09-99 | Kanada - Mexiko                    | 3 - 0    | 25:12 | 25:19 | 25:16 |       |     | 75 - 47      | -       | -        |
| 23-09-99 | Kanada - Barbados                  | 3 - 0    | 25:8  | 25:10 | 25:10 |       |     | 75 - 28      | -       | -        |
| 23-09-99 | Dominikanska republiken - Mexiko   | 3 - 1    | 25:10 | 22:25 | 25:10 | 25:20 |     | 97 - 65      | -       | -        |

#### Sluttabell
| Pos | Landslag                | Poäng | Matcher | Matcher | Matcher   | Set   | Set       | Kvot  | Poäng | Poäng     | Kvot  |
| Pos | Landslag                | Poäng | Spelade | Vunna   | Förlorade | Vunna | Förlorade | Kvot  | Vunna | Förlorade | Kvot  |
| --- | ----------------------- | ----- | ------- | ------- | --------- | ----- | --------- | ----- | ----- | --------- | ----- |
| 1   | Dominikanska republiken | 6     | 3       | 3       | 0         | 9     | 3         | 3.000 | 267   | 204       | 1.308 |
| 2   | Kanada                  | 5     | 3       | 2       | 1         | 7     | 3         | 2.333 | 237   | 170       | 1.394 |
| 3   | Mexiko                  | 4     | 3       | 1       | 2         | 4     | 6         | 0.666 | 187   | 223       | 0.838 |
| 4   | Barbados                | 3     | 3       | 0       | 3         | 0     | 9         | 0.000 | 131   | 225       | 0.582 |

      Kvalificerade för semifinal.
      Kvalificerade för kvartsfinal.

## Slutspelsfasen

### Spelschema
|  | Kvartsfinaler | Kvartsfinaler | Kvartsfinaler           |                         |     | Semifinaler | Semifinaler         | Semifinaler         |                         |                         | Final | Final | Final |  |
|  |               |               |                         |                         |     |             |                     |                     |                         |                         |       |       |       |  |
|  | USA           | USA           | 3                       |                         |     |             |                     |                     |                         |                         |       |       |       |  |
|  | USA           | USA           | 3                       |                         |     |             |                     |                     |                         |                         |       |       |       |  |
|  | Mexiko        | Mexiko        | 0                       |                         |     |             |                     |                     |                         |                         |       |       |       |  |
|  | Mexiko        | Mexiko        | 0                       |                         | USA | USA         | 3                   |                     |                         |                         |       |       |       |  |
|  |               |               |                         |                         | USA | USA         | 3                   |                     |                         |                         |       |       |       |  |
|  |               |               | Dominikanska republiken | Dominikanska republiken | 0   |             |                     |                     |                         |                         |       |       |       |  |
|  |               |               |                         | Dominikanska republiken | 0   |             |                     |                     |                         |                         |       |       |       |  |
|  |               |               |                         |                         |     |             |                     |                     |                         |                         |       |       |       |  |
|  |               |               |                         |                         |     |             |                     |                     |                         |                         |       |       |       |  |
|  |               | USA           | USA                     | 0                       |     |             |                     |                     |                         |                         |       |       |       |  |
|  |               |               |                         |                         |     |             |                     |                     |                         |                         |       |       |       |  |
|  |               |               | Kuba                    | Kuba                    | 3   |             |                     |                     |                         |                         |       |       |       |  |
|  |               |               |                         | Kuba                    | 3   |             |                     |                     |                         |                         |       |       |       |  |
|  |               |               |                         |                         |     |             |                     |                     |                         |                         |       |       |       |  |
|  |               |               |                         |                         |     |             |                     |                     |                         |                         |       |       |       |  |
|  |               | Kuba          | Kuba                    | 3                       |     |             | Match om tredjepris | Match om tredjepris | Match om tredjepris     |                         |       |       |       |  |
|  |               |               |                         | 3                       |     |             |                     |                     |                         |                         |       |       |       |  |
|  |               |               | Kanada                  | Kanada                  | 0   |             |                     |                     |                         |                         |       |       |       |  |
|  | Kanada        | Kanada        | Kanada                  | Kanada                  | 0   | 3           |                     |                     | Dominikanska republiken | Dominikanska republiken | 1     |       |       |  |
|  | Kanada        | Kanada        |                         |                         |     |             |                     |                     | Dominikanska republiken | Dominikanska republiken | 1     |       |       |  |
|  | Puerto Rico   | Puerto Rico   | 1                       |                         |     | Kanada      | Kanada              | 3                   |                         |                         |       |       |       |  |

#### Resultat
| Datum    | Mellan                           | Resultat | Set   | Set   | Set   | Set   | Set | Poäng totalt | Speltid | Åskådare |
| Datum    | Mellan                           | Resultat | 1     | 2     | 3     | 4     | 5   | Poäng totalt | Speltid | Åskådare |
| -------- | -------------------------------- | -------- | ----- | ----- | ----- | ----- | --- | ------------ | ------- | -------- |
| 24-09-99 | USA - Mexiko                     | 3 - 0    | 25:17 | 25:13 | 25:18 |       |     | 75 - 48      | -       | -        |
| 24-09-99 | Kanada - Puerto Rico             | 3 - 1    | 23:25 | 25:22 | 25:19 | 25:22 |     | 98 - 88      | -       | -        |
| 25-09-99 | USA - Dominikanska republiken    | 3 - 0    | 25:17 | 25:13 | 25:18 |       |     | 75 - 47      | -       | -        |
| 25-09-99 | Kuba - Kanada                    | 3 - 0    | 25:16 | 25:13 | 25:17 |       |     | 75 - 46      | -       | -        |
| 26-09-99 | Kanada - Dominikanska republiken | 3 - 1    | 25:21 | 25:19 | 19:25 | 35:33 |     | 104 - 98     | -       | -        |
| 26-09-99 | Kuba - USA                       | 3 - 0    | 25:14 | 25:15 | 25:19 |       |     | 75 - 48      | -       | -        |

### Match om femteplats

#### Resultat
| Datum    | Mellan               | Resultat | Set   | Set   | Set   | Set | Set | Poäng totalt | Speltid | Åskådare |
| Datum    | Mellan               | Resultat | 1     | 2     | 3     | 4   | 5   | Poäng totalt | Speltid | Åskådare |
| -------- | -------------------- | -------- | ----- | ----- | ----- | --- | --- | ------------ | ------- | -------- |
| 26-09-99 | Puerto Rico - Mexiko | 3 - 0    | 25:14 | 25:15 | 25:19 |     |     | 75 - 48      | -       | -        |

### Match om sjundeplats

#### Resultat
| Datum    | Mellan                | Resultat | Set   | Set   | Set   | Set | Set | Poäng totalt | Speltid | Åskådare |
| Datum    | Mellan                | Resultat | 1     | 2     | 3     | 4   | 5   | Poäng totalt | Speltid | Åskådare |
| -------- | --------------------- | -------- | ----- | ----- | ----- | --- | --- | ------------ | ------- | -------- |
| 24-09-99 | Costa Rica - Barbados | 3 - 0    | 25:21 | 25:22 | 25:18 |     |     | 75 - 61      | -       | -        |

## Slutplaceringar
| Sluttabell | Lag                     |
| ---------- | ----------------------- |
|            | Kuba                    |
|            | USA                     |
|            | Kanada                  |
| 4          | Dominikanska republiken |
| 5          | Puerto Rico             |
| 6          | Mexiko                  |
| 7          | Costa Rica              |
| 8          | Barbados                |